# Bryconamericus ornaticeps
Bryconamericus ornaticeps är en fiskart som beskrevs av Bizerril och Perez-neto, 1995. Bryconamericus ornaticeps ingår i släktet Bryconamericus och familjen Characidae. Inga underarter finns listade.